# پارک ملی یوهو
پارک ملی یوهو یک پارک ملی در کانادا است. این پارک در میان کوه‌های راکی واقع در جنوب‌شرق بریتیش کلمبیا قرار دارد. این پارک، از قسمت جنوبی با پارک ملی کوتنای و از سمت شرقی با پارک ملی بنف در آلبرتا در تماس است‌. کلمه‌ی یوهو یک کلمه در زبان کری است و نشان‌دهنده‌ی شگفتی و تعجب می‌باشد. وجه تسمیه‌ی این پارک به این نام، شگفتی‌های آن از جمله چشم‌‌انداز مناطق یخی و هم‌چنین قله‌های کوهستانی آن که در رده‌ی بلندترین قله‌های کانادا دسته‌بندی می‌شوند می‌باشد.
پارک یوهو مساحتی معادل ۱۳۱۳ کیلومتر مربع (۵۰۷ مایل مربع) را پوشش می‌دهد و در میان پارک‌های ملی آن و منطقه‌ای در بریتیش کلمبیا (از جمله پارک‌های ملی جاسپر، کوتنای، بنف، همبر، آسینیبوان و رابسون)، کمترین مساحت را داراست. چهار پارک ملی جاسپر، یوهو، بنف و کوتنای، در کنار یکدیگر، منطقه‌ی طبیعی میراث جهانی کوه‌های راکی در کانادا را تشکیل می‌دهند. مرکز مدیریتی پارک ملی یوهو، در منطقه‌ی فیلد در بریتیش کلمبیا واقع شده است و در کنار بزرگراه ترانس‌کانادا قرار دارد.